# لرگ (سرده)
لرگ (نام علمی: Pterocarya) نام یک سرده از تیره گردوییان است. گردو لرگ (Pterocarya)  در نقاط مختلف ایران به نام هایی نظیر موتال ( در آستارا) ،ملال ( در طالش) کوچی ( در رشت و رودبار) ، کهل ( در تنکابن رامسر) ، لرگ یا لارگ ( در نور ، کجور ، مازندران و گرگان) شناخته می شود.  لرگ درختی مرتفع است که ارتفاع آن به 30 متر می رسد و در جنگل های حوضه آبخیز حتی تا 40 متر نیز اندازه گیری شده است.

## گیاه شناسی
غالبا ساقه های لرگ به چند شاخه اصلی تقسیم می شود و بسته به محیط دارای تاج بسیار گسترده ای است. پوست درخت عمیق و شیار دار است و این شیاره ها طولانی است. برگ ها به طول 20 تا 45 سانتی متر می باشد و محور برگ دارای مقطع دایره ای است. برگچه ها به تعداد 25 تا 11 عدد و به صورت دندانه دار است. برگ ها بدون کرک و بدون گوشوارک هستند و فقط کرکهای ستاره ای در محور وطول زیر رگبرگ میانی وجود دارند . .

## محصول
درختان لرگ همه ساله میوه فراوان می دهند و میوه ها در پاییز می رسند. میوه ها سفت و دیسکی و در حاشیه بال دارند و بر روی محوری به طول 20 تا 45 سانتی متر قرار دارند . .

## محل رویش
این گونه نیاز به خاک مرطوب دارد و کنار رودخانه ها و خط القعر ها که رطوبت خاک زیاد است رویش می کند.